# 连山壮族瑶族自治县
连山壮族瑶族自治县是中华人民共和国广东省清远市下辖的自治县，是广东的三少数民族自治县之一。它历史悠久，下辖12个镇3个农林场。全县总面积1,265平方公里，其中少数民族占65%以上，是全省唯一有壮族、瑶族两个少数民族聚居的自治县，县人民政府驻吉田镇。

## 歷史
连山置县于南梁天监五年（公元506年）。经中国国务院批准，于1962年9月26日成立连山壮族瑶族自治县。

## 行政区划
连山壮族瑶族自治县下辖7个镇：
永和镇、吉田镇、太保镇、禾洞镇、福堂镇、小三江镇、上帅镇、连山林场和禾洞农林场。
原布田镇现已归并为吉田镇高莲行政村所辖。

## 人口
2021年末，全縣户籍總人口124728人，其中鄉村人口90866人，城鎮人口33862人，常住人口125496人。

## 交通
- 二广高速、 234国道、 323国道过境。

## 特产
连山大米：中国地理标志产品。